# Saint-Hippolyte, Aveyron
Saint-Hippolyte är en kommun i departementet Aveyron i regionen Occitanien i södra Frankrike. Kommunen ligger  i kantonen Entraygues-sur-Truyère som ligger i arrondissementet Rodez. År 2022 hade Saint-Hippolyte 426 invånare.

## Befolkningsutveckling
Antalet invånare i kommunen Saint-Hippolyte
Referens: INSEE